# Johan Dahl
Johan Magnus Petersson Dahl, född 25 juli 1846 i Skatelövs församling, Kronobergs län, död 27 augusti 1920 i Skatelövs församling, Kronobergs län, var en svensk folkmusiker.

## Biografi
Johan Dahl föddes 1846 i Skatelövs socken. Han var tävlande vid Spelmanstävlingen i Växjö 1913.

## Upptecknade låtar
År 1917 upptecknade Axel Boberg och Olof Andersson låtar av Holgersson.
- Brännvinspolska efter nämndemans Ola.
- Polska i G-dur.
- Avskedsvalsen efter nämndemans Ola.
- Vals efter Björkman och far.
- Polska efter nämndemans Ola.
- Polska efter nämndemans Ola.
- Vals efter Daniel Spets.
- Vals efter Petter Dahl.
- Vals efter Björkman och far.